# Teodoro Gutiérrez Calderón
Teodoro Gutiérrez Calderón (1890-1968) fue un poeta, educador y abogado. Nació en Rubio, Venezuela el 9 de noviembre de 1890. Estudió su primaria en una escuela pública en el municipio de San Cayetano (Norte de Santander) e hizo varios años de bachillerato en el colegio Provincial de Pamplona. Se graduó como bachiller en el Colegio Mayor de Nuestra Señora del Rosario de Bogotá; en la Universidad Nacional estudió derecho, aunque no realizó su tesis de grado. Tuvo una única hija, Celina Stella Gutiérrez de Ríos, su musa inspiradora. Muere en Bogotá el 14 de octubre de 1968.
Los norte santandereanos lo consideraban como un familiar, y a él se le atribuye el reconocimiento como el autor del himno oficial del departamento Norte de Santander. El 5 de octubre de 1964 fue coronado en Cúcuta como rey de la poesía, donde recibió la corona de laurel.

## Obras
- En 1933 se publicó su primer libro titulado Flores De Almendro (versos).
- El Cóndor Real Dorado, donde hace referencia a la dictadura de Juan Vicente Gómez.
- Frontera Lírica, editado en Madrid; dividido en cinco partes: Siembra, Arboleda lírica, Flores y frutos, De la lira heroica, Del árbol viejo. Fue su obra cumbre.
- Tierra y Cielo
- El Conuco (cuento)
- Fue muy conocido por su poema Elogio de la Ignorancia, con el cual obtuvo el primer puesto en un concurso de cuento, en Buenos Aires. Otros poemas de su autoría que lo hicieron reconocido fueron: Frontera lírica, El general Sandino, Canto a Salvador Moreno, Es suave leyenda, Almas gemelas, Nocturno de la madre muerte, Inicial eterna, Hay que no ser, Páginas antiguas, La mujer de las manos cortadas.

## Desempeño profesional
- 1919 Rector del Colegio San Luis Gonzaga de Chinácota
- 1922-1928 Rector del Colegio Gremios Unidos de Cúcuta
- 1934 Fiscal del tribunal contencioso administrativo
- Secretario de educación del Departamento
- Catedrático de historia de la música en el Conversatorio de Música de Cúcuta
- Inspector nacional del trabajo
- Inspector de juzgados superiores
- Representante del ministerio público
- Director de la revista de educación del Departamento
- Cofundador del Centro de Historia del Norte de Santander
- Docente en el Colegio Militar Mariscal de Ayacucho.